# БетАБ-500
БетАБ-500 — російська авіаційна бетонобійна бомба вільного падіння. Призначена для ураження залізобетонних укриттів, злітно-посадкових смуг аеродромів, гребель, шлюзів, залізобетонних мостів, військових кораблів.

## Опис
Бомби БетАБ-500 призначені для скидання з висоти 30…5000 м та з пікірування на швидкості 600 … 1200 км/год. Бомби мають пробивати 1 метр підсиленого залізобетонного перекриття вкритого до 3 м ґрунту. Аналогічні завдання — пошкодження злітно-посадкових смуг аеродромів, знищення гребель, польових споруд, дамб, залізобетонних мостів, тощо, можуть вирішувати фугасні авіаційні бомби з товстими стінками ФАБт-250тс та ФАБ-500тс.
Основна відмінність БетАБ-500 від фугасних товстостінних бомб — менший коефіцієнт наповнення — 15,9 % маси бомби припадає на вибухову речовину в порівнянні з 23,6 % у ФАБ-250тс та 20,1 % у ФАБ-500тс.
Підривач — донний, з електронним зведенням і можливістю встановлення затримки, необхідної для проникнення на задану глибину.
Попри те, що ціна військової техніки та боєприпасів може дуже сильно різнитись в залежності від різних чинників, на початку 1990-х у відкритий доступ потрапила інформація, що Росія пропонує на експорт авіабомби БетАБ-500 по $8705 за одиницю, БетАБ-500ШП по $20538 за одиницю. Для порівняння: ФАБ-500ШЛ пропонувалась по $10195 за одиницю.

## Інші варіанти

### БетАБ-500У
Авіабомба БетАБ-500У має таке саме призначення: ураження підземних сховищ боєприпасів (в тому числі — ядерних) та паливо-мастильних матеріалів, командних пунктів, вузлів зв'язку, залізобетонних укриттів. Пробивна здатність — до 3 м ґрунту та 1,2 м залізобетону. При цьому, висота скидання та швидкість істотно перевищують стандартну версію — до 20 км та до 2300 км/год відповідно.

### БетАБ-500ШП

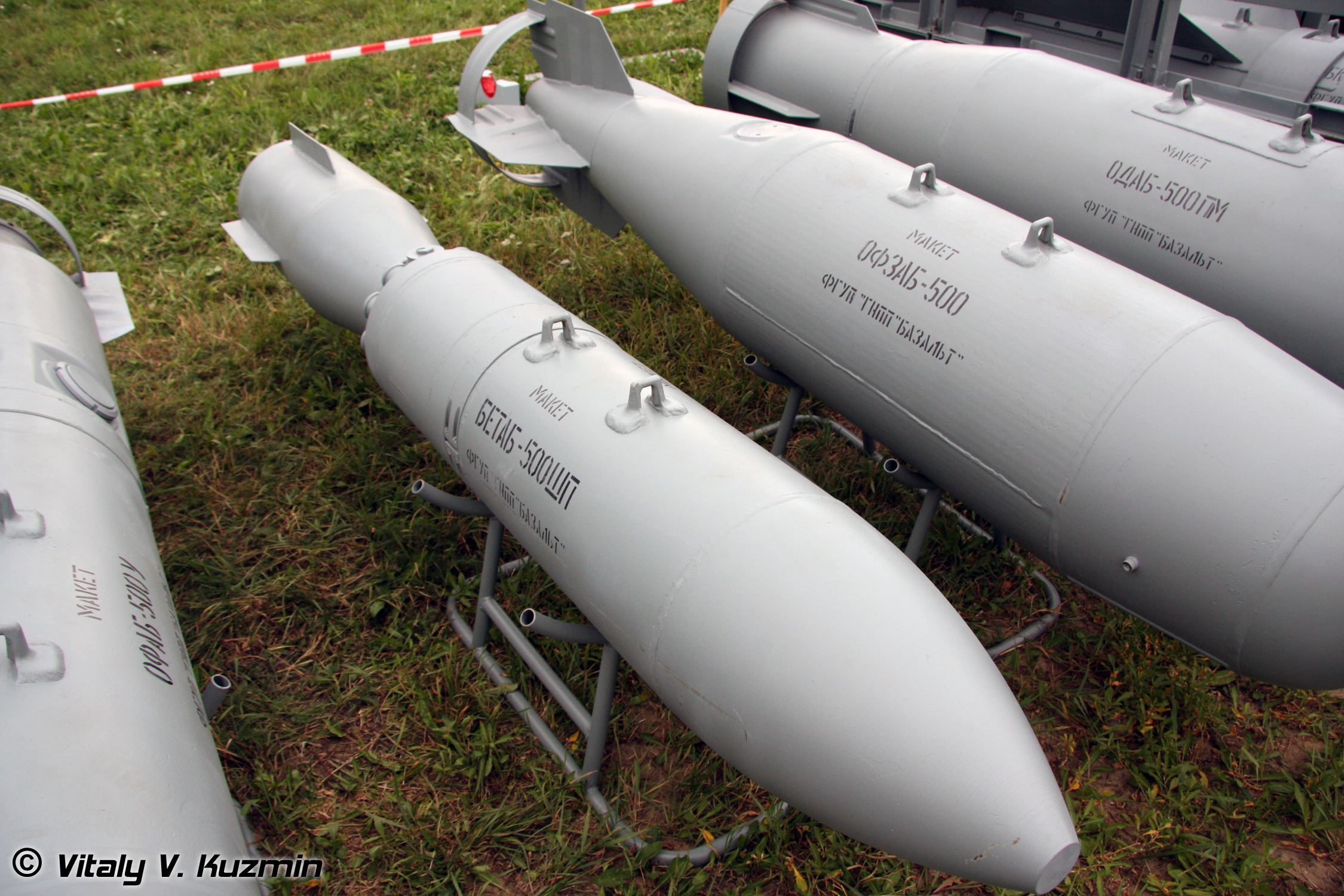
Макет БетАБ-500ШП

Принцип дії бетонобійної бомби БетАБ-500ШП з парашутом та ракетним прискорювачем

Варіант бетонобійної бомби (штурмова, парашутна) для застосування з малих висот: скидання відбувається з висоти 170…1000 м та швидкості 700…1100 км/год.
Для нормалізації кута падіння скинутої бомби призначений парашут (завдяки ньому бомба нахиляється до кута близько 60°). Оскільки, при цьому, бомба втрачає швидкість, для забезпечення необхідної проникності вона має твердопаливний ракетний двигун.
Завдяки реактивному двигуну, бомба здатна пробивати залізобетонну перешкоду 1 м завтовшки вкриту шаром ґрунту, або ж гомогенну катану броню завтовшки 550 мм.
Забезпечує пошкодження бетонного покриття (зокрема, злінто-посадкові смуги) площею до 150 м², або ж суцільне руйнування в радіусі 7 м.

## Тактико-технічні характеристики
ФАБ-500
- Діаметр: 350 мм
- Довжина: 2200 мм
- Маса:
  - бомби: 477 кг
  - вибухової речовини: 98 кг
- Проникна здатність: залізобетонні перекриття 1 м завтовшки, вкриті до 3 м ґрунту
- Режими застосування:
  - висота: 30…5000 м
  - швидкість: 600…1200 км/год
- Тип підривача: універсальний, інерційно-реакційної дії, з електричним та механічним запуском

БетАБ-500У
- Діаметр: 450 мм
- Довжина: 2480 мм
- Маса:
  - бомби: 510 кг
  - вибухової речовини в тротиловому еквіваленті: 45 кг
- Режим застосування:
  - висота: 150…20000 м
  - швидкість: 500…2300 км/год

ФАБ-500ШП
- Діаметр: 325 мм
- Довжина: 2500 мм
- Маса:
  - бомби: 380 кг
  - вибухової речовини: 107 кг
- Режими застосування:
  - висота: 170…1000 м
  - швидкість: 700…1100 км/год

## Бойове застосування

### Війна за незалежність Бангладеш
Під час війни за незалежність Бангладеш рано вранці 6 грудня 1971 року індійські МіГ-21 здійснили авіаналіт на авіабазу Тежгаон. Вони скинули кілька бетонобійних бомб БетАБ-500 на злітно-посадкову смугу. Дві з них влучили у злітно-посадкову смугу на відстані близько 1200 метрів одна від одної. На місті падіння утворились вирви 10 метрів завглибшки та 20 метрів завширшки чим зробили смугу непридатною до використання. Також на авіабазу був скинуті напалмові бомби, але значних ушкоджень вони не спричинили.
Повітряні сили Пакистану на військові інженери після огляду пошкоджень дійшли висновку, що їм знадобиться близько 8 годин важкої безперервної праці, аби відновити можливість зльоту та посадки на цю смугу. Після напруженої праці вночі з залученням цивільних будівельників, їм вдалося засипати три вирви й близько 4:50 ранку 7 грудня смуга вже могла служити за призначенням.
Пакистанські льотчики чекали на світанок, аби підняти свої винищувачі Canadair Sabre в повітря, та один-єдиний МіГ-21 завдав бомбового удару. Трохи згодом відбулися наступні удари. Злітно-посадкова смуга була знову пошкоджена та непридатна до використання. Інженери оцінили потрібний час на її відновлення до 36 годин. Та індійські винищувачі продовжували завдавати удари по ній протягом всієї війни і відновити її роботу не вдалося. Були пропозиції використати натомість широкі вулиці в місті як злітно-посадкові смуги, та через технічні проблеми ці плани не вдалось реалізувати.

### Радянська окупація Афганістану
Восени 1987 року за участю винищувачів зі складу 168 вап, що на той час базувався у Шінданді, проводилась масштабна каральна операція з придушення антирадянських сил опору в зеленій зоні Герата.
Радянські окупаційні війська намагались витіснити сили опору з долин у гори та ущелини, де по ним завдавали бомбових ударів.
Окрім звичних боєприпасів, на винищувачах МіГ-23 стали застосовувати бетонобійні бомби БетАБ-500 (по дві бомби на літак). Ними завдавали ударів по укриттях в печерах, тунелях, підземних норах-схованках.
Цими боєприпасами було двічі атаковане укриття Шаха Масуда.
Всього протягом 1987 року було використано 113 тисяч фугасних авіабомб різних типів.

### Перша російсько-чеченська війна

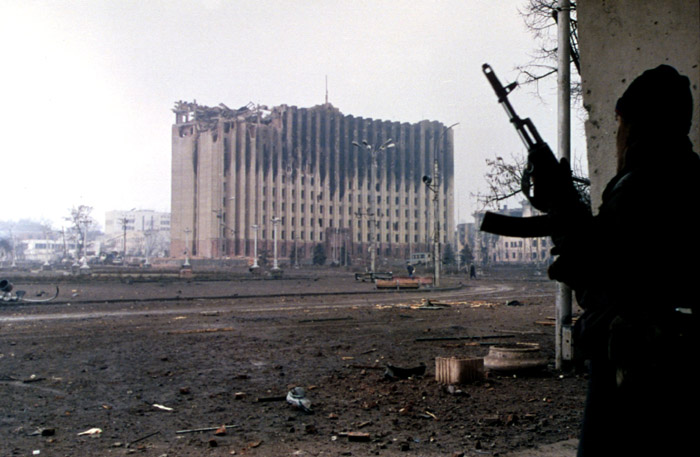
Президентський палац в Грозному, січень 1995 року

З огляду на майже повну відсутність засобів протиповітряної оборони у чеченських збройних сил росія активно застосовувала авіацію, в тому числі — штурмовики Су-25 для нанесення повітряних ударів некерованими авіабомбами. Зокрема, БетАБ-500 були використані під час штурму Президентського палацу в битві за Грозний.

### Інтервенція Росії в Сирію
З вересня 2015 російські повітряно-космічні сили використовували бомби БетАБ-500 для ударів по позиціях антиассадівської опозиції, зокрема, для ураження сховищ в печерах. Для ураження подібних цілей російська пропаганда також повідомляла про застосування керованих авіабомб КАБ-1500 з лазерною головкою самонаведення.
У вересні 2016 року Росія застосувала бомби БетАБ-500 разом з іншими типами авіаційних і артилерійських боєприпасів та навіть термобаричних ТОС-1А для знищення міста Алеппо.
13 листопада 2017 року близько 2-ї години дня за місцевим часом російські літаки скинули на цивільний квартал з ринком та відділком поліції в місті Атаріб кілька уламково-фугасних ОФАБ-500 та бетонобійних бомб БетАБ-500. Внаслідок атаки загинуло 84 та отримали поранення 150 осіб.

### Російсько-українська війна

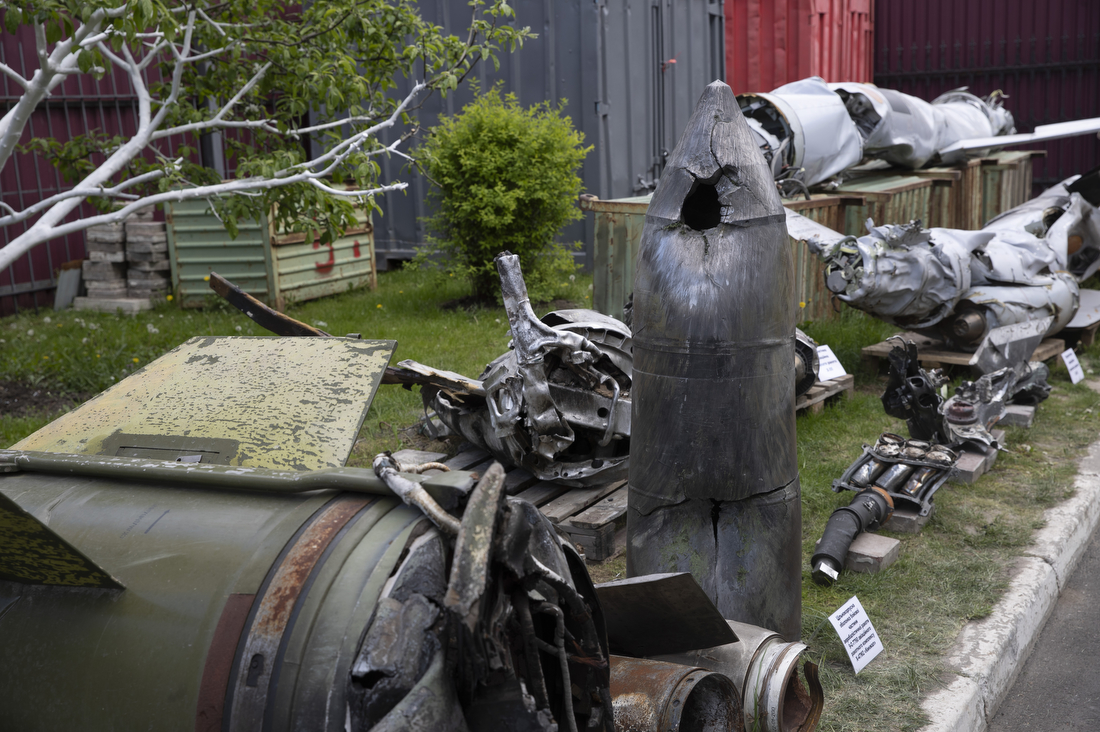
Один з варіантів бойової частини аеробалістичних ракет комплексу Х-47М2 «Кинджал» має будову, подібну БетАБ-500ШП

20 квітня 2023 року російський Су-34 скинув на Білгород дві фугасні авіабомби. Одна здетонувала після короткої затримки, друга була вивезена саперами на полігон для безпечного знищення. За однією з версій, це був випадок нештатного спрацювання бетонобійних бомб БетАБ-500ШП. За іншою версією — фугасні ФАБ-500М62 впали через нерозкриття крил в Модулі планерування і корекції (УМПК).
В результаті перехоплення аеробалістичної ракети комплексу Х-47М2 «Кинджал» над Києвом 4 травня 2023 року стало відомо, що принаймні один з варіантів унітарної бойової частини має конструкцію подібну до БетАБ-500ШП.